# Stéphane Plantin
Stéphane Plantin (* 16. Dezember 1971 in Vitry-sur-Seine) ist ein französischer Handballtrainer und ehemaliger Handballspieler.

## Vereinskarriere
als Spieler
Der 1,82 m große  Rechtsaußenspieler lief ab 1989 für den französischen Verein USM Gagny auf. 1994 wechselte der Linkshänder zu Toulouse Union Handball, mit dem er 1998 den Coupe de France gewann. Im Europapokal der Pokalsieger 1998/99 erreichte er das Viertelfinale und im EHF Challenge Cup 2003/04 die dritte Runde.

## Auswahlmannschaften
Plantin stand im Aufgebot der französischen Nationalmannschaft. Vor den Olympischen Spielen 2000 wurde er als letzter Spieler zugunsten seines Konkurrenten auf Rechtsaußen, Stéphane Joulin, aus dem Kader gestrichen. Ein Jahr später wurde er dann für die Weltmeisterschaft 2001 nominiert und fuhr als Weltmeister nach Hause. Insgesamt bestritt er 72 Länderspiele, in denen er 168 Tore erzielte.

## Trainer
Plantin trainierte zunächst den französischen Drittligisten Tournefeuille Handball. Ab Sommer 2014 leitete er den Zweitligisten Grand Nancy ASPTT HB. In der Saison 2019/20 betreute er den rumänischen Verein CS Minaur Baia Mare. Ab Februar 2021 war er Trainer des Erstligisten Toulon Saint-Cyr Var Handball. Nach der Saison 2022/23 endete seine Amtszeit bei Toulon Saint-Cyr Var Handball und er übernahm die Männermannschaft des rumänischen Vereins Steaua Bukarest. Ein Jahr später kehrte er nach Frankreich zurück und übernahm die Frauenmannschaft von Paris 92. Bei Paris 92 war er bis zum Mai 2025 tätig. Seit dem Sommer 2025 betreut er den französischen Männer-Erstligisten C’ Chartres Métropole Handball.

## Privates
Plantin ist verheiratet und hat zwei Söhne. Sein Sohn Léo spielt ebenfalls Handball.